# 宿根草

生育の適さない時期を超えた後に芽が出る位置による分類。

宿根草（しゅっこんそう、しゅくこんそう）は、多年生の草本のうち、生育に適さない時期には地上部が枯れてしまうが、それをすぎると発芽して再び生育を始めるものをいう。
園芸では、常緑多年草もまとめて宿根草と呼ぶので、多年草は「球根植物」と「宿根草」に分類されることになる。キク、キキョウ、シャクヤク、ハナショウブなど、花苗として販売されているもののほとんどがこの範疇にはいる。フキやウド、アスパラガスなど、宿根性の野菜（蔬菜）もある。